# منتصلة بياشوية
منتصلة بياشوية (الاسم العلمي: Achromobacter piechaudii) هي نوع من البكتيريا، سلبية الغرام، تتبع المنتصلة.